# Iglesia de la Santísima Trinidad (Sahagún)
La iglesia de la Santísima Trinidad es un antiguo templo católico, actualmente sin culto, situado en la localidad de Sahagún, en la provincia de León, en la comunidad autónoma de Castilla y León, España.
En 2015, en la aprobación por la Unesco de la ampliación del Camino de Santiago en España a «Caminos de Santiago de Compostela: Camino francés y Caminos del Norte de España», España envió como documentación un «Inventario Retrospectivo - Elementos Asociados» (Retrospective Inventory - Associated Components) en el que en el n.º 1432 figura la iglesia de la Santísima Trinidad.

## Descripción
El templo, de nave única, fue construido enteramente en ladrillo en los siglos XVI y XVII, si bien la torre-campanario, adosada a los pies del muro norte, corresponde a una edificación anterior, constando testimonio documental de su existencia desde, al menos, 1221. Carente de decoración y con reducidos vanos, la fábrica exterior genera un volumen prismático de líneas simples y aspecto macizo. El interior, muy transformado, responde a un espacio longitudinal, sin crucero y con capilla mayor elevada que, en su día, alojó un retablo churrigueresco procedente del arruinado Monasterio de Santa María de Trianos, en Villamol, y que en la actualidad preside la iglesia del también sahagunense Monasterio de Santa Cruz (de las monjas Benedictinas).
Existen noticias de que la iglesia recibió algunas reliquias de San Juan de Sahagún tras su beatificación y que sirvió para acoger el culto al patrón de la villa hasta que se construyó su templo. Es un hecho lógico, ya que el santo fue bautizado en esta parroquia.
Su mal estado de conservación condujo al abandono del culto en 1964. Cerrada durante varios años y en estado semirruinoso, en 1993 La Trinidad comenzó a ser restaurada y habilitada para usos secularizados pero relacionados con las funciones culturales propias del Camino de Santiago. En la actualidad, la iglesia funciona como albergue Municipal de Peregrinos con capacidad para 65 personas y su interior acoge también la Oficina de Turismo y el Auditorio Municipal 'Carmelo Gómez', destinado a actos y exposiciones, y con capacidad para unas 300 personas.